# Arden Kommune
| Strukturdaten       | Strukturdaten         |
| ------------------- | --------------------- |
| Sitz der Verwaltung | Arden                 |
| Fläche              | 227,88 km²            |
| Einwohner           | 8.543 (2004)          |
| Kommune seit 2007   | Mariagerfjord Kommune |

Arden Kommune war bis Dezember 2006 eine dänische Kommune im damaligen Nordjyllands Amt im Norden Jütlands. Seit Januar 2007 bildet sie zusammen mit den ehemaligen Kommunen Hadsund, Hobro und Mariager (ohne den Wahldistrikt Havndal), sowie dem Schuldistrikt Hvilsom der Kommune Aalestrup und dem Ort Hannerupgård der Kommune Nørager die neue Kommune Mariagerfjord.
Arden Kommune entstand im Zuge der Verwaltungsreform von 1970 und umfasste folgende Sogn:
- Astrup Sogn
- Ove Sogn
- Rold Sogn
- Rostrup Sogn
- Store Arden Sogn
- Valsgård Sogn
- Vebbestrup Sogn